# Jean-Pierre Raffarin
Jean-Pierre Raffarin (Poitiers, 1948. augusztus 3. –) francia politikus, a francia szenátus egyik elnökhelyettese, üzletember.

## Tanulmányai
Édesapja, Jean Raffarin, mezőgazdász, üzletember, parlamenti képviselő, és 1954–55-ben Pierre Mendès France kormányában a mezőgazdasági államtitkár posztját töltötte be. Jean-Pierre Raffarin jogot tanult Párizsban a Panthéon-Assas Egyetemen, majd az École supérieure de commerce intézményben szerzett diplomát. 1973 és 1976 között marketing-kommunikációs szakértőként dolgozott. 1974-től 1977-ig az Ifjú Giscardisták Mozgalmának főtitkára volt.

## Politikai pályafutása
Politikai karrierje 1976-ban kezdődött, Lionel Stoléru szociális és munkaügyi államtitkár technikai tanácsadója volt 1981-ig. Az Institut d’études politiques intézményben tanított 1979-től 1988-ig, 1981 és 1989 között a magánszférában is jelen volt.
Poitou-Charentes regionális tanácsának elnökévé választották 1988-ban, 1989 és 1999 között az Európai Parlament képviselője, 1995 óta pedig Vienne megyét képviseli a francia szenátusban.
1995 májusában Alain Juppé kormányában kereskedelmi és kézműipari miniszterré nevezték ki. Sokat tett a kis pékségek, sütödék védelmére. 1996. július 5-én vitte a parlament elé a kereskedelem és a kézműipar fejlesztését célzó ún. Raffarin-törvényt, amely engedélyhez kötötte a 300 m² alapterületet meghaladó hipermarketek nyitását.
1997-ben, amikor a jobboldal veszített a helyhatósági választásokon, megalakította a giscardizmus és modernizáció elnevezésű klubot, amely olyan politikai helyezkedést, irányultságot képviselt, ami összeegyeztethetőnek bizonyult Chirac elnök elképzeléseivel. Újraválasztása után 2002 májusában Chirac Raffarint nevezte ki miniszterelnöknek a távozó Lionel Jospin helyére.
Raffarin, az UDF egykori főtitkára nem tartozott az ENA-ban (École nationale d’administration) végzett politikai elithez, a közvélemény elsősorban Poitou-Charentes regionális tanácsának elnökét látta benne. A miniszterelnök a néphez közel álló köztársaság imázsán dolgozott, a francia kisemberek szószólója akart lenni. Emberközpontú, humán gazdaságot képzelt el, amely kis- és középvállalkozásokon nyugszik. Amikor bejelentette a nyugdíjak, a betegbiztosítás reformját, valamint a közigazgatás decentralizálását, az emberek tüntetésekkel és sztrájkokkal tiltakoztak. Raffarin nem hátrált meg, annak ellenére sem, hogy népszerűsége csökkent. 2004-ben megszavaztatta azt a törvényt, amely a laicitás elve alapján megtiltotta a vallási jelképek viselését az iskolákban. Chirac elnök nem állt ki mellette teljes meggyőződéssel, Sarkozy belügyminiszter került a média középpontjába, Raffarin lassan elveszítette hitelességét. S amikor 2005. május 29-én az európai alkotmány tervezetéről szóló szavazáson a franciák többsége nemmel válaszolt, kénytelen volt benyújtani lemondását. Dominique de Villepin vette át a kormány irányítását.
2005-től újra Vienne megye szenátora, és a francia szenátus 8 elnökhelyettese közé tartozik. 2009 óta a köztársasági elnök személyes képviselője a Frankofónia Nemzetközi Szervezetében.

## Kitüntetései
- A Francia Köztársaság Becsületrendjének főtiszti méltósága
- A Francia Köztársaság Nemzeti Érdemrendjének nagykeresztje
- Québec Nemzeti Rendjének tisztje

## Írásai
- La Vie en jaune, 7 jeunes giscardiens en Chine Populaire (társszerző) (1977)
- La Publicité, nerf de la communication (1983)
- L'Avenir a ses racines (1986)
- 92, nous sommes tous des régionaux (1988)
- Pour une morale de l'action (1992)
- Le Livre de l'Atlantique, l'Arc atlantique, une idée qui gagne en Europe (társszerző) (1994)
- Notre contrat pour l'alternance (társszerző) (2001)
- Pour une nouvelle gouvernance – L'humanisme en actions (2002)
- La France dans le bon sens (társszerző) (2003)
- La France de mai, entretiens avec Éric Mandonnet (2003)
- La dernière marche : Lettre à Nicolas Sarkozy (2007)
- Je marcherai toujours à l'affectif (2012)

## Kapcsolódó szócikk
- Franciaország miniszterelnökeinek listája